# Bunte Liste Oberhausener Demokraten
Die Bunte Liste Oberhausener Demokraten – kurz: Bunte Liste (BL) – war ein kommunales Wahlbündnis, das von 1984 bis 1994 über vier Mandate im Rat der Stadt Oberhausen verfügte.
Die im Vorfeld der Kommunalwahl des Jahres 1984 gegründete Bunte Liste verstand sich selbst „nicht als Partei, sondern als links von der SPD angesiedelte Wählervereinigung“. In dieser Vereinigung kooperierten Mitglieder der Grünen, der DKP und der Demokratischen Sozialisten mit parteilosen Vertretern örtlicher Bürgerinitiativen und Einzelpersonen.
Bei ihrer ersten Kandidatur erreichte die Bunte Liste am 30. September 1984 auf Anhieb einen Stimmanteil von 6,7 Prozent und konnte vier Stadtverordnete stellen. Fünf Jahre später gewann das Bündnis einen Prozentpunkt hinzu und behielt seine Fraktionsstärke. Es hatte nun auch in jeder der drei Oberhausener Bezirksvertretungen jeweils einen Sitz. Angesichts der durchgängigen absoluten Ratsmehrheit der SPD konnte die BL zwar keinen maßgeblichen Einfluss auf die kommunalpolitischen Entscheidungen Oberhausens nehmen, wohl aber ihrer Rolle als Sprachrohr und parlamentarischer Arm der Neuen Sozialen Bewegungen vor Ort nachkommen.
Im Sinne einer paritätischen Vertretung bemühte sich die Bunte Liste, ihre Mandate auf die drei beteiligten Parteien und die Gruppe ihrer parteilosen Mitglieder gleichmäßig zu verteilen. Als Vertreterin der Grünen gehörte dabei von 1985 bis 1989 die spätere nordrhein-westfälische Umweltministerin Bärbel Höhn dem Stadtrat an.
Zum Bruch dieses über die Grenzen der Stadt hinaus Beachtung findenden Bündnisses kam es bei der Vorbereitung der Kommunalwahl 1994. Die organisatorisch erstarkenden Grünen wollten einen deutlicheren Anteil am gemeinsamen Projekt und favorisierten zunächst ein „Zwei-Säulen-Modell“ unter der Bezeichnung „Wählergemeinschaft Bunte Liste / Grüne“. Dieses Modell wurde zwar im November 1993 mit knapper Mehrheit auch von den nicht-grünen BL-Mitgliedern akzeptiert, die erforderliche qualifizierte Mehrheit für eine Satzungsänderung wurde jedoch im Februar 1994 verfehlt. Die Oberhausener Grünen stellten nun eine „grün-offene“ Liste auf, bei der sie die Hälfte der aussichtsreichen Listenplätze für Unorganisierte anboten. Ein Teil der parteilosen BL-Mitglieder stellte sich für dieses Modell zur Verfügung, andere lehnten dieses Vorgehen ab. Ein Antrag des „grün-offenen“ Flügels auf einen Wahlverzicht der Bunten Liste verfehlte auf deren Mitgliederversammlung knapp die Mehrheit, so dass „Grüne“ und „Bunte“ getrennte Listen einreichten. Am 30. August 1994 erklärten die Grünen und ihre Anhänger ihren Austritt aus der Fraktion der Bunten Liste. Bei der Wahl vom 16. Oktober 1994 konnten die Grünen sich mit einem Stimmanteil in der Größenordnung der bisherigen Bunten Liste durchsetzen, während die verbliebene BL deutlich an der Fünf-Prozent-Hürde scheiterte und sich bald danach auflöste. Einige ihrer damaligen Mitglieder, die sich nicht den Grünen anschlossen, sind heute in der Linken Liste kommunalpolitisch aktiv. Der bis dato gemeinsam genutzte „Bunte Laden“ wurde vom Kreisverband der Grünen als Geschäftsstelle übernommen.

## Wahlergebnisse
| Wahl              | Stimmen | %   | Sitze |
| ----------------- | ------- | --- | ----- |
| Kommunalwahl 1984 | 6.735   | 6,7 | 4     |
| Kommunalwahl 1989 | 7.408   | 7,7 | 4     |
| Kommunalwahl 1994 | 2.407   | 1,8 | 0     |